# حسام مرغني
حسام محمد مصطفى مرغني (14 مارس 1993 -) لاعب مصارعة مصري.

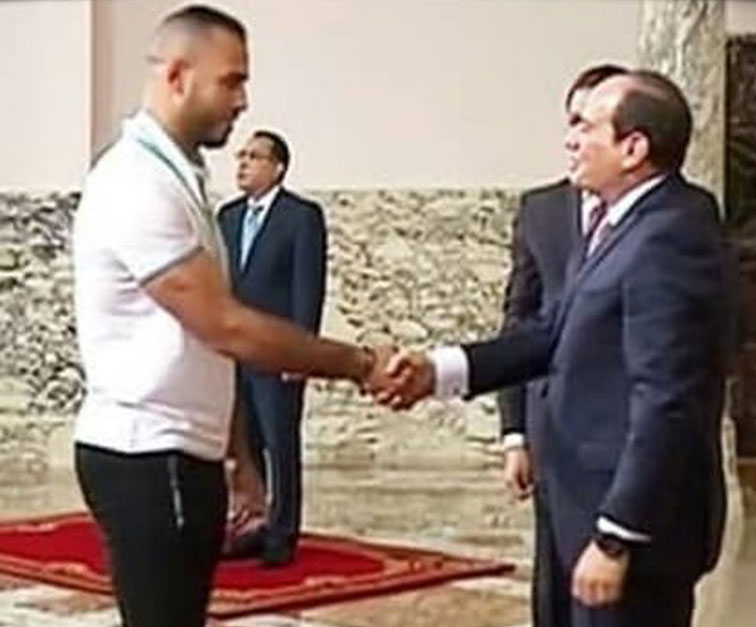
خلال تكريمه من رئيس الجمهورية عبد الفتاح السيسي

مثل المنتخب المصري في العديد من بطولات العالم القارية الدولية والإقليمية. وحقق العديد من الألقاب منها بطل العالم وأفريقيا، والميداليات من عدة دورات منها دورة ألعاب البحر المتوسط.
كما حصل على العديد من الجوائز والتكريمات خلال مسيرته الرياضية لأكثر من 15 عاماً. أبرزها التكريم من الرئيس المصري عبد الفتاح السيسي.

## بداياته
ولد في محافظة أسيوط في 14 مارس 1993. 
بدأ لعب المصارعة وهو ابن سبع سنوات، في مركز شباب ناصر بأسيوط بمنطقة الوليدية.

## إنجازاته

### ميداليات ذهبية
- الميدالية الذهبية[3] في بطولة شباب العرب الاسماعيلية 2009
- الميدالية الذهبية في بطولة الأمم الأفريقية مصر 2010
- الميدالية الذهبية في بطولة افريقيا [3] الجزائر2011
- الميدالية الذهبية في بطولة الأمم الأفريقية تشاد روماني 2013
- الميدالية الذهبية في بطولة الأمم الأفريقية تشاد 2013
- الميدالية الذهبية في بطولة الانديه العربيه 2015
- الميدالية الذهبية في بطولة الأمم الأفريقية نيجيريا 2018
- الميدالية الذهبية [4] الألعاب الأفريقية الثانية عشر(المغرب) 2019
- الميدالية الذهبية في بطولة إبراهيم مصطفي الدولية 2019
- الميدالية الذهبية في بطولة إبراهيم مصطفي الدولية 2021
- الميدالية الذهبية في البطولة العربية  2021
- الميدالية الذهبية في بطولة الأندية العربية 2021
- الميدالية الذهبية في دورة الألعاب الإفريقية المغرب 2021
- الميدالية الذهبية في الالعاب العربية كبار مصر

### ميداليات فضية
- الميدالية الفضية في بطولة إبراهيم مصطفي الدولية 2014

### ميداليات برونزية
- الميدالية البرونزية في بطولة إبراهيم مصطفي الدولية 2016
- الميدالية البرونزية في دورة البحر المتوسط اسبانيا 2018
- الميدالية البرونزية في بطولة الجائزة الكبري إسبانيا 2019
- الميدالية البرونزية في بطولة أفريقيا [5]أوقيانوسيا تونس 2020

### مركز رابع
- المركز الرابع في بطولة العالم العالم الشاطئية للمصارعة تايلاند: 2012
- المركز الرابع في بطولة الأمم الأفريقية نيجيريا روماني 2018

### مركز خامس
- المركز الخامس في بطولة العالم للشباب بلغاريا   2013
- المركز الخامس في بطولة الجائزة الكبري فرنسا  2020
- المركز الخامس في بطولة الأمم الأفريقية الجزائر 2020

### مشاركات بدون جوائز
- المشاركة في بطولة الابطال الدولية تركيا المركز العاشر 2012
- المشاركة في بطولة العالم للكبار المؤهلة لأولمبياد طوكيو 2020  كازاخستان
- المشاركة في بطولة العالم للشباب تايلاند 2012
- المشاركة في دورة الألعاب العالمية العسكرية الصين  2019

## تكريمات
- تكريم من رئيس الجمهورية عبدالفتاح السيسي مرتين ومنحه وسام الرياضة من الطبقة الأولى.[6]
- تكريم من قبل اللواء جمال نورالدين محافظ أسيوط، لحصوله على الميدالية الفضية في بطولة الأمم الأفريقية بتونس 2019 وزن 92 ك وتم منحه وسام المحافظة لتفوقه الرياضي كنموذج يحتذى به ومثلاً أعلى وقدوة للشباب المصري الواعد.[7]
- حمل شعلة أولمبياد الطفل المصري من ميدان الحرب والسلام أحد أبطال العالم في المصارعة، وترك طموحاته تحلق ليحصد العديد من البطولات ويخلد اسمه بين أبطال المصارعة المصريين.[8]
- تكريم في 9-6-2022 من مجلس دبي الرياضي ومنحه البطاقة الذهبية.